# Leslie Schenk
Leslie Schenk va ser una ciclista nord-americana campiona de dues medalles als Campionats del món en contrarellotge per equips.

## Palmarès
- 1987
  - Vencedora d'una etapa al Bisbee Tour
  - Vencedora d'una etapa al Coors Classic
- 1988
  - Vencedora d'una etapa a la Women's Challenge
  - Vencedora d'una etapa al Coors Classic